# Wunmi Mosaku
Wunmi Mosaku (Zaria, 31 de julio de 1986) es una actriz británica de origen nigeriano. Es especialmente conocida por interpretar el papel de Joy en la miniserie Moses Jones (2009); el de Holly Lawson en Vera (2011-2012) y el de Katie en el capítulo "Playtest" en Black Mirror. En el 2017 ganó un Premio BAFTA a mejor actriz de reparto por su rol como Gloria Taylor en la película para televisión Damilola, Our Loved Boy (2016).Desde 2021, interpreta a la cazadora B-15 en la serie Loki, de Marvel Studios.

## Biografía
Mosaku nació en Nigeria y emigró a Manchester, Inglaterra, cuando tenía un año. Asistió a la escuela secundaria Trinity Church of England y al Xaverian Sixth Form College. También cantó durante once años en el Manchester Girls Choir. Sus padres eran profesores en Nigeria pero no podían hacer los mismos trabajos en el Reino Unido. Su madre inició un negocio y su padre acabó regresando a Nigeria.
Se graduó de la Real Academia de Arte Dramático en 2007 e hizo su debut teatral en el Teatro Arcola en una producción de El gran teatro del mundo de Pedro Calderón de la Barca. Desde entonces también ha aparecido en Rough Crossings, dirigida por Rupert Goold y basada en el libro de Simon Schama, en el Lyric Hammersmith;  The Vertical Hour de David Hare y Truth and Reconciliation, ambas en el Royal Court Theatre. En 2009, apareció en Katrina, una obra de teatro textual que contaba las historias de seis personas sobre sus luchas por sobrevivir cuando el huracán Katrina devastó Nueva Orleans en agosto de 2005. Mosaku fue elegida originalmente como Sophie en el estreno británico de Ruined de Lynn Nottage en el Teatro Almeida, pero tuvo que retirarse debido a una lesión.
En 2008, apareció en la primera de las exposiciones UNDEREXPOSED en la National Portrait Gallery, diseñada para elevar el perfil de las modelos negras y destacar el talento que existe entre la comunidad negra británica. Su foto también apareció en Commercial Way, Peckham, Londres, como parte de la exposición. En 2009, protagonizó la serie de BBC Two Moses Jones, por la que ganó el premio a la Mejor Actriz en una Miniserie en el Roma Fiction Festival.
Apareció en la portada de la revista Screen International de junio a julio de 2009 como una de las estrellas del futuro en el Reino Unido, y en 2011 apareció en la edición Young Hollywood de 2011 de la revista Nylon.
En 2010, Wunmi Mosaku fue nombrada una de las Siete Caras Nuevas del Festival Internacional de Cine de Toronto, por I Am Slave, que protagonizó. Ella interpreta a Malia, una niña que ha sido secuestrada de su pueblo en Sudán y vendida como esclava. Por su actuación, Mosaku ganó premios como Mejor Actriz en el Festival de Cine Negro de Birmingham, Mejor actuación en pantalla en los Premios a la Diversidad Cultural y Mejor actuación femenina en los Premios Screen Nation. En 2011, Mosaku se unió al elenco de Vera, interpretando el papel de Holly Lawson, pero dejó el programa después de solo un año.
En 2015, Mosaku interpretó el papel de Quentina, una guardia de tráfico, en la serie de tres partes de la BBC Capital, basada en la novela homónima de John Lanchester. En 2016, apareció en Playtest, un episodio de la serie de antología Black Mirror.
Mosaku ganó el premio BAFTA TV 2017 a la mejor actriz de reparto por interpretar a Gloria Taylor en la película para televisión Damilola, Our Loved Boy.

## Filmografía

### Televisión
| Año         | Título                                       | Rol                                | Notas                     |
| ----------- | -------------------------------------------- | ---------------------------------- | ------------------------- |
| 2007        | *Sold: Episodio #1.5                         | Firefighter                        | ITV                       |
| 2008        | Never Better: "First Week Euphoria"          |                                    | BBC Two                   |
| 2008        | Doctors: "Who Do You Think You Are Kidding?" | Kelly Strathairn                   | BBC One                   |
| 2008        | The Bill: "Trial and Error: Part 1"          | Sophie Oduya                       | ITV                       |
| 2009        | Moses Jones                                  | Joy                                | BBC Two                   |
| 2010        | Silent Witness                               | Charlie Gibbs                      | BBC One                   |
| 2010        | One Night in Emergency                       | Enfermera                          | BBC Scotland              |
| 2010        | Father & Son                                 | Stacey Cox                         | RTÉ One                   |
| 2010        | Law & Order: UK                              | Tamika Vincent                     | ITV                       |
| 2011        | Vera                                         | Holly Lawson                       | ITV                       |
| 2011        | 32 Brinkburn Street                          | Joy                                | BBC One                   |
| 2011        | The Body Farm                                | Rosa Gilbert                       | BBC One                   |
| 2011        | Jo                                           | Angélique Alassane                 |                           |
| 2013        | Dancing on the Edge                          | Carla                              | BBC Two                   |
| 2013        | Truckers                                     |                                    | BBC One                   |
| 2014        | In the Flesh                                 | Maxine Martin                      | BBC Three                 |
| 2015        | Don't Take My Baby                           | Belinda                            | BBC Three                 |
| 2015        | Capital                                      | Quentina                           | BBC One                   |
| 2016        | Black Mirror                                 | Katie                              | Episodio: "Playtest"      |
| 2016        | Damilola, Our Loved Boy                      | Gloria Taylor                      | BBC One                   |
| 2017        | Fearless                                     | Olivia Greenwood                   | ITV                       |
| 2017        | The End of the F***ing World                 | Teri Darego                        | Netflix                   |
| 2018        | Kiri                                         | Vanessa Mercer                     | Channel 4                 |
| 2020        | Lovecraft Country                            | Ruby                               | HBO                       |
| 2021 - 2023 | Loki                                         | Cazadora B-15 / Dra. Verity Willis | Disney+                   |
| 2022        | La ciudad es nuestra                         | Nicole Steele                      | 6 episodios               |
| 2023        | Black Mirror                                 | Abogada de Joan TV                 | Episodio: "Joan Is Awful" |
| 2023        | Scavengers Reign                             | Azi (voz)                          | 12 episodios              |
| 2024        | Boarders                                     | Grace                              |                           |
| 2024        | Passenger                                    | Riya Ajunwa                        | 6 episodios               |

### Cine
| Año  | Cinta                                     | Rol                              | Director         | Notas            |
| ---- | ----------------------------------------- | -------------------------------- | ---------------- | ---------------- |
| 2006 | The Women of Troy                         | Helena                           | Phil Hawkins     |                  |
| 2010 | Honeymooner                               | Seema                            | Col Spector      |                  |
| 2010 | Womb                                      | Erica                            | Benedek Fliegauf |                  |
| 2010 | I Am Slave                                | Malia                            | Gabriel Range    |                  |
| 2011 | Stolen                                    | Sonia Carney                     | Justin Chadwick  |                  |
| 2011 | Citadel                                   | Marie                            | Ciaran Foy       |                  |
| 2013 | Philomena                                 | Monja                            | Stephen Frears   |                  |
| 2015 | Don't Take My Baby                        | Belinda                          | Ben Anthony      | Película para TV |
| 2016 | Batman v Superman: Dawn of Justice        | Kahina Ziri                      | Zack Snyder      |                  |
| 2016 | Animales fantásticos y dónde encontrarlos | Beryl                            | David Yates      |                  |
| 2020 | His House                                 | Rial                             | Remi Weekes      | Netflix          |
| 2023 | Call Jane                                 | Gwen                             | Phyllis Nagy     |                  |
| 2024 | Deadpool & Wolverine                      | Cazadora B-15/Dra. Verity Willis | Shawn Levy       |                  |
| 2025 | Sinners                                   | Annie                            | Ryan Coogler     |                  |